# Fototeca
Una fototeca és un lloc, col·lecció, arxiu o unitat d'informació dedicats a adquirir, organitzar, conservar i difondre fotografies.
Les fototeques se solen diferenciar per la seva funció pública o privada, la qual cosa determina els seus objectius, bé de servei públic, o bé amb pretensions comercials. Entre aquestes últimes, encara es divideixen entre les que serveixen a empreses privades amb fons d'ús intern, i aquelles altres que es dediquen específicament a la comercialització.